# Jacques Godechot
Pour les articles homonymes, voir Godechot.
Jacques Godechot, né le 3 janvier 1907 à Lunéville (Meurthe-et-Moselle), mort le 24 août 1989 à Hèches (Hautes-Pyrénées), est un historien français, spécialiste de la Révolution française.

## Biographie

### Origines familiales
Jacques Godechot est issu d'une famille de commerçants d'origine juive. Son père Georges Obry Godechot est « négociant en immeubles ».
En 1933, il épouse, à Paris (16e arrondissement), Geneviève Lambert, originaire de Toulouse.
Son frère cadet, Claude Samuel Godechot, docteur en droit, né en 1909 à Lunéville, mort en 1980 à Paris (10e arrondissement), épouse en 1936 à Paris (17e arrondissement) Simone Seligmann.

### Carrière universitaire
Jacques Godechot est passionné très tôt par la Révolution française dont le souvenir demeure vif au sein de sa famille, notamment en raison du rôle de la Révolution dans le processus de l'émancipation des Juifs. Il effectue ses études secondaires au lycée Henri-Poincaré de Nancy et ses études supérieures à la faculté de Nancy puis à la faculté de lettres de Paris, où il suit les cours d'Albert Mathiez auprès de qui il commence sa thèse et qu'il termine auprès de Philippe Sagnac. En 1928, il est reçu à l'agrégation d'histoire.
En 1933, Jacques Godechot est nommé au lycée Kléber à Strasbourg où il côtoie Georges Lefebvre et Marc Bloch et adhère à la Société des études robespierristes.
Mobilisé lors de la bataille de France, Jacques Godechot est révoqué de l'enseignement secondaire par l'administration de Vichy du fait de ses origines juives. Il se réfugie à Versailles puis à Grenoble, alors sous occupation italienne, pour échapper aux persécutions.
En 1945, il est nommé professeur à la faculté des lettres de Toulouse.
Il contribue à élargir l’étude de la Révolution française dans le temps et dans l'espace.
Il expose, en mars 1955, au Congrès international des sciences historiques de Rome, avec l'historien américain Robert Roswell Palmer, une vision « atlantiste » de la Révolution française : Le Problème de l’Atlantique au XVIIIe siècle qui subit de violentes critiques dans un contexte de Guerre froide où les oppositions avec les historiens marxisants sont exacerbées. Il est accusé d’être payé par l’OTAN, si ce n’est par la CIA. Son analyse d’une « révolution atlantique » est développée dans : La Grande Nation (1956), Les Révolutions (1963), L’Europe et l’Amérique à l’époque napoléonienne (1967), ce qui lui vaudra d’être élu à la tête de la commission internationale d’histoire de la Révolution française du Comité international des sciences historiques.
Il s’intéresse également à la Révolution française à travers : la Contre-révolution (1961), la Pensée révolutionnaire en France et en Europe (1964), la Prise de la Bastille (1965) et la Vie quotidienne sous le Directoire (1977).
Il meurt en 1989, lors des commémorations du bicentenaire de la Révolution française qu'il avait aidé à préparer. Comme d'autres historiens, il lègue sa bibliothèque personnelle au centre de documentation du musée de la Révolution française.
Lors des sessions des années 2005 et 2006 du Capes d'histoire-géographie et de l'agrégation d'histoire, la question d'histoire moderne, intitulée « Révoltes et révolutions en Europe et aux Amériques 1773-1802 », fait directement référence aux travaux et aux théories de Jacques Godechot sur les révolutions en chaîne.
Lors des sessions des années 2023, 2024 et 2025 du Caplp de lettres et d'histoire-géographie, la question d'histoire moderne, intitulée « Les révolutions dans l’espace atlantique : Amérique, France, Saint-Domingue (1775-1804) », y fait également référence.

## Publications (sélection)
- La Contre-révolution : doctrine et action, 1789-1804, Paris, Presses universitaires de France, 1961, 427 p. (présentation en ligne), [présentation en ligne].
- La Prise de la Bastille (14 juillet 1789, Gallimard, 1965[9]
- Histoire de l'Italie moderne Tome 1. Le Risorgimento 1770/1870, Hachette, Paris, 1972, prix Thérouanne
- Les Révolutions, Collection Nouvelle Clio, Puf, Paris, 1986.
- La Révolution française : chronologie commentée, suivie de notices biographiques sur les personnages cités, Perrin, Paris, 1988.
- La contre-révolution (1789-1804), 2e ed. Paris : Puf, 1984. 426 p. (Quadrige).  (ISBN 2-13-038554-0)
- Les institutions de la France sous la Révolution et l'Empire, Paris, Puf, 1951.
- Histoire de l'Atlantique, Éditions Bordas, Paris, 1947.
- Les Commissaires aux Armées sous le Directoire, Paris, Puf, 1941. (Thèse pour le Doctorat ès-Lettres, publiée d'abord aux Editions Fustier en 1937.), prix Thérouanne en 1938.
- Journées d'études organisées par le Musée de la Révolution française en hommage à Jacques Godechot, Albert Soboul et Jean-René Suratteau des 20 et 21 septembre 2001 : La Révolution française : idéaux, singularité, influences. Les actes du colloque ont été publiés.
- Un jury pour la Révolution, Paris, Robert Laffont, 1974.
- Les Constitutions de la France depuis 1789, Flammarion, Paris, 1979  (ISBN 9782081444324).

### Ouvrages collectifs
- Histoire générale de la presse française. De 1940 à 1968, t. IV, PUF, 1975, prix Marie-Eugène Simon-Henri-Martin de l’Académie française en 1977 (avec Claude Bellanger, Pierre Guiral et Fernand Terrou)
- La Contre-Révolution. Origines, Histoire, Postérité, sous la direction de Jean Tulard, Perrin, 1990